# Mahabharata
 (mars 2015).
Si vous disposez d'ouvrages ou d'articles de référence ou si vous connaissez des sites web de qualité traitant du thème abordé ici, merci de compléter l'article en donnant les références utiles à sa vérifiabilité et en les liant à la section « Notes et références ».

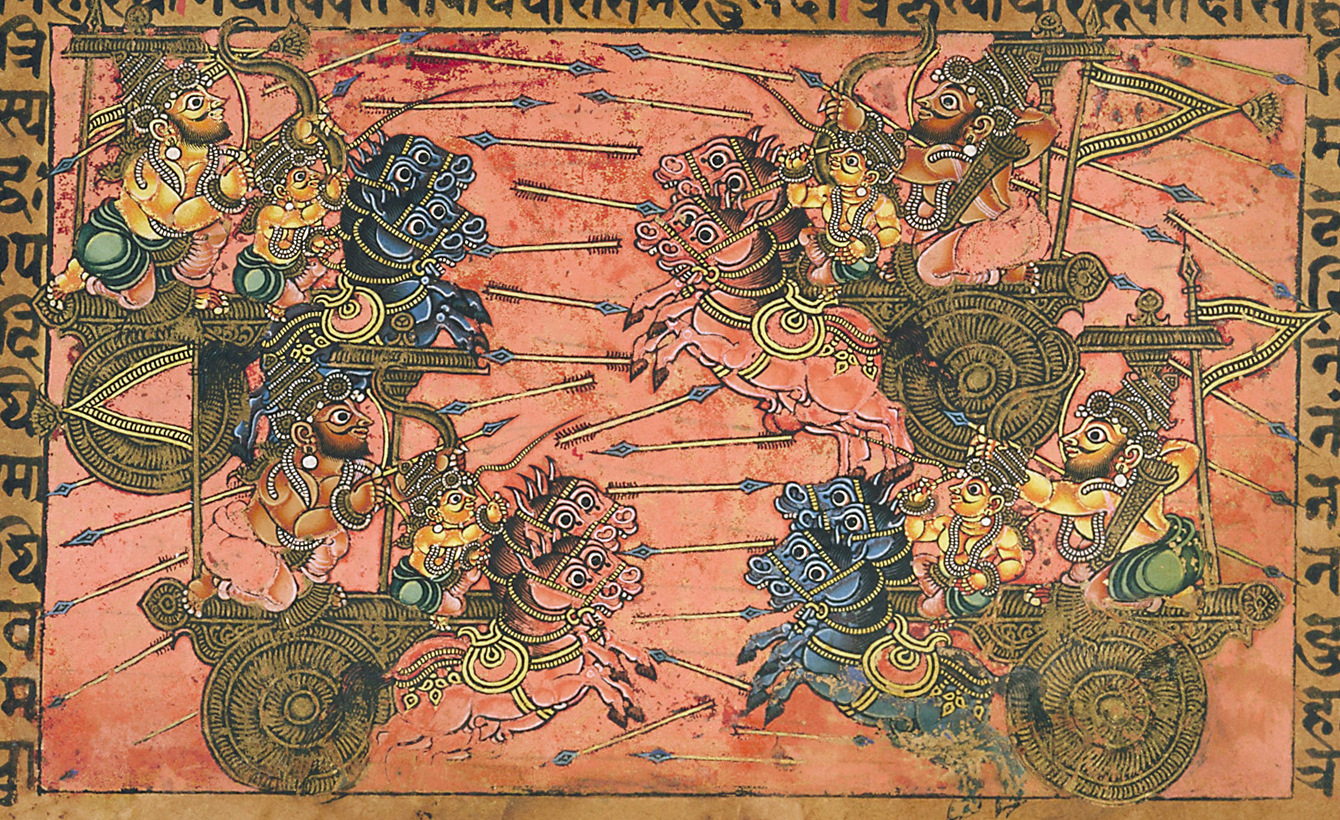
Combat entre Kripa et Shikhandi (Inde, vers 1670).

Le Mahabharata (en sanskrit महाभारत / Mahābhārata ou Mahâbhârata, « La Grande Guerre des Bhārata » ou « Grande Histoire des Bharata ») est une épopée sanskrite (itihâsa) de la mythologie hindoue comportant, selon le décompte de Vyâsa (Mahabharata I, 2, 70-234), 81 936 strophes (shlokas) réparties en dix-huit livres (parvan),. Il est considéré comme le plus long poème jamais composé.
Le Mahâbhârata est un livre sacré de l'Inde, qui relate la « Grande Geste » des Bhārata, grand poème épique datant des derniers siècles av. J.-C. C'est une saga mythico-historique, contant des hauts faits guerriers qui se seraient historiquement déroulés aux environs du début du premier (voire deuxième) millénaire avant l'ère chrétienne mais cette historicité est contestée,, entre deux branches d'une famille royale : les Pandava et leurs cousins, les Kaurava, pour la conquête du pays des Aryas, au nord du Gange. C'est l'un des deux grands poèmes épiques de l'Inde, fondateur de l'hindouisme avec le Ramayana.

## Origines et contexte historique

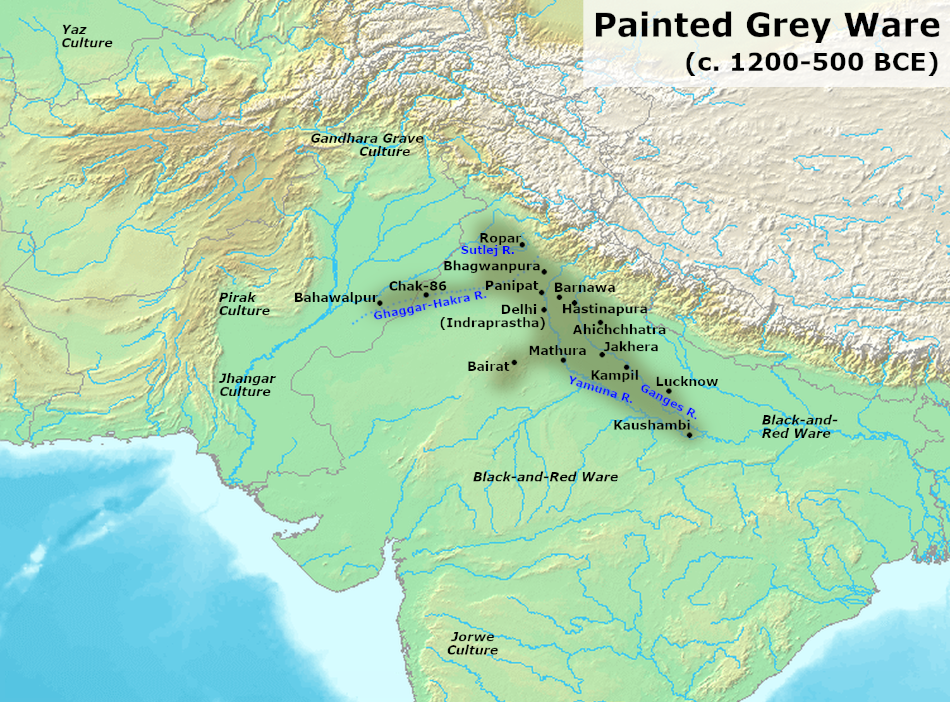
Kenoyer, JM (1995), « Systèmes d’interaction, artisanat spécialisé et changement culturel : la tradition de la vallée de l’Indus et la tradition indo-gangétique en Asie du Sud », dans G. Erdosy, Les Indo-Aryens de l’Asie du Sud ancienne : langue, culture matérielle et appartenance ethnique, Berlin : Walter de Gruyter, ISBN 9783110144475
Singh, U. (2009), Histoire de l'Inde ancienne et médiévale : de l'âge de pierre au XIIe siècle, Delhi : Longman, ISBN 978-81-317-1677-9
Witzel, M. (2010), Das alte Indien, Munich : Beck, ISBN 9783406597176
Contexte de
Réalisé avec GIMP

L'origine de ces deux grandes épopées indiennes très anciennes est incertaine. Bien qu'il y ait débat sur la question, les spécialistes supposent que la date de rédaction de l'épopée primitive du Mahabharata est antérieure à celle du Ramayana,. La tradition place sa composition entre le crépuscule de l'âge Dvapara Yuga et l'aube de l'âge de Kali Yuga.
Le Mahabharata a, selon la légende, été rédigé par Ganesh sous la dictée du sage Vyāsa. En réalité il s'agit d'une œuvre collective, revue et modifiée au fil des siècles (depuis la période védique jusqu'aux environs du VIe siècle apr. J.-C.).
Initialement c'était un poème de 8 800 shlokas, intitulé Jaya, puis il fut augmenté et s'intitula Bhārata, et reçut encore un certain nombre d'ajouts (légendes, textes philosophiques comme la Bhagavad-Gita). Enfin, des traités ou considérations religieuses furent ajoutés par des brahmanes,. Comme le relève notamment l'indianiste Louis Frédéric, le Mahabharata dans sa version la plus tardive « permet d'assister à la lutte du brahmanisme et du védisme contre l'hindouisme naissant […]. C'est en fait le témoin « littéraire » d'une grande transformation de la société indienne où les philosophies du bouddhisme et celles des sectes hindoues supplantent progressivement l'éthique guerrière des temps védiques. »
Le Mahabharata, dont tout Indien connaît l'histoire, reste très actuel, à tel point que les héros divins restent des exemples. Ainsi, si l’épouse de Râma dans le Ramayana, Sîtâ, est le modèle de la femme fidèle, dans le Mahabharata les femmes sont les égales des hommes, combattent à leurs côtés et ont leur franc-parler.

## Forme et manuscrits
Le Mahabharata ne comporte pas moins de 250 000 vers — quinze fois plus que l'Iliade — généralement partagés en shlokas de 32 syllabes chacun, formant deux hémistiches de 16 syllabes, partagés eux-mêmes en deux pada de 8 syllabes. Mais on trouve aussi, en bien moindre quantité, certains passages en prose ou avec d'autres mètres.
Une des principales difficultés pour la création d'une édition critique et pour les exégètes consiste en la multiplicité des manuscrits qui ont été conservés, ceux du nord étant en général plus courts, ceux du sud plus développés.

## Structure
Le Mahabharata relate l'histoire d'une guerre entre les Pandava, les fils du roi Pandu, et les Kaurava, les fils du roi Dhritarashtra, le frère aîné et aveugle de Pandu, tous de la caste des guerriers, les Kshatriya, dans la région de Delhi. Le texte a probablement tout d'abord été une compilation d'histoires de dieux et de héros transmises oralement, représentées par des troupes de théâtres, contées par les prêtres et les samnyasins, les pèlerins, avant de trouver une forme écrite dans un sanskrit légèrement archaïque, dite « sanskrit épique ». Il a connu ensuite une adaptation dans les langues en Inde et s'est propagé dans l'Asie du Sud-Est avec l'indianisation de celle-ci.
L'événement majeur du texte est l'apparition de Krishna (Krisna), le huitième avatar de Vishnou (Vishnu).
Mais le Mahabharata est aussi un recueil de mythes hérités de la tradition védique, insérés dans le récit sous forme de longues digressions. À ce sujet on peut citer les récits cosmogoniques du rishi Markandeya qui préfigureront les Puranas, un « résumé » du Ramayana en 18 chapitres (le chiffre 18 occupant une place centrale dans toute l'épopée, elle-même subdivisée en 18 livres) et aussi les exploits du bouvier Krishna qui donneront corps à de nombreux poèmes souvent érotiques sur ses amourettes avec les gopis.
Le Mahabharata est composé des dix-huit parva (chapitres ou livres) suivants :
1. Adiparvan (आदिपर्वन्) - Le Livre des commencements
2. Sabhaparvan (सभापर्वन्) - Le Livre de l'assemblée
3. Aranyakaparvan (अरण्यकपर्वन्) - Le Livre de la forêt
4. Virataparvan (विराटपर्वन्) - Le Livre de Virata
5. Udyogaparvan (उद्योगपर्वन्) - Le Livre des préparatifs
6. Bhishmaparvan (भीष्मपर्वन्) - Le Livre de Bhisma
7. Dronaparvan (द्रोणपर्वन्) - Le Livre de Drona
8. Karnaparvan (कर्णपर्वन्) - Le Livre de Karna
9. Shalyaparvan (शल्यपर्वन्) - Le Livre de Shalya
10. Sauptikaparvan (सौप्तिकपर्वन्) - Le Livre de l'attaque nocturne
11. Striparvan (स्त्रीपर्वन्) - Le Livre des femmes
12. Shantiparvan (शांतिपर्वन्) - Le Livre de l'apaisement
13. Anushasanaparvan (अनुशासनपर्वन्) - Le Livre de l'enseignement
14. Ashvamedhikaparvan (अश्वमेधिकापर्वन्) - Le Livre du sacrifice royal
15. Ashramavasikaparvan (आश्रम्वासिकापर्वन्) - Le Livre du séjour en forêt
16. Mausalaparvan (मौसलपर्वन्) - Le Livre des pilons
17. Mahaprasthanikaparvan (महाप्रस्थानिकपर्वन्) - Le Livre du grand départ
18. Svargarohanaparvan (स्वर्गारोहणपर्वन्) - Le Livre de la montée au paradis

Au tout début du Mahabharata, au livre I, Le Livre des Commencements, dans la forêt Naimisha, un brahmane de grande lignée, Shaunaka, réunit traditionnellement une session sacrificielle tous les douze ans. Un conteur se présente, et il va raconter pour la première fois en entier le grand récit du Mahabharata, tel qu'il l'a entendu de la bouche même de Vaishampayana, le disciple de Vyāsa, lors du Sacrifice des Serpents ordonné par le roi Janamejaya. Il commence par raconter l'histoire des ancêtres de son hôte : Cyavana, l'ascète farouche rajeuni par les Ashvins, Pramadvara, l'Eurydice indienne, mordue par un serpent et sauvée de la mort par son époux Ruru.
L'un des épisodes du Mahabharata, la Bhagavad-Gita (Le Chant du Seigneur), inclus dans le sixième livre, est à lui seul un traité de la « Voie de l'Action » que l'on pourrait rapprocher des traités de chevalerie du Moyen Âge, et qui montre que la connaissance doit précéder toute action, car sans elle, l'action ne serait que vaine agitation. Chef-d'œuvre de la pensée hindouiste, il raconte les conseils moraux donnés par Krishna à Arjuna, qui se désespère de devoir participer à une bataille où beaucoup de ses amis et parents risquent de perdre la vie. C'est un texte fondamental pour connaître la vie de l'Inde classique et c'est aussi un exposé des idéaux hindouistes. La Bhagavad-Gita est aussi essentielle dans le yoga. C'est au cœur de celle-ci que Krishna transmet à Arjuna les différentes formes du yoga.

## Résumé
Le Mahabharata est une épopée immense qui contient de multiples micro-récits, épisodes et digressions : le présent résumé n'en mentionne que les épisodes principaux. En outre, il existe de nombreux manuscrits du Mahabharata transmettant des variantes assez différentes du texte et de longueur très variable : le résumé qui suit ne fait que relater la trame générale.
La trame principale du Mahabharata relate une lutte dynastique ayant pour enjeu le trône du royaume de Hastinapura où règne le clan des Kuru. Deux branches de la famille sont aux prises : les Pandava et les Kaurava. Les Kaurava constituent la branche aînée de la famille, mais Duryodhana, l'aîné des Kaurava, est plus jeune que Yudhishthira, l'aîné des Pandava : tous deux revendiquent le droit à hériter du trône.
La lutte entre les deux branches de la famille s'étend sur des années et connaît plusieurs retournements de situation. Elle se termine en guerre ouverte avec la bataille de Kurukshetra, dont les Pandava finissent par sortir vainqueurs. Au cours de la bataille surgissent de nombreux dilemmes où entrent en conflit les obligations consécutives aux liens de parenté, d'amitié et de loyauté qui se sont noués précédemment entre les combattants.
Le Mahabharata se termine par la mort de Krishna, la fin de sa dynastie et la montée au ciel des frères Pandava. La mort de Krishna marque aussi, dans la cosmogonie hindoue, le début de l'ère de Kali Yuga, quatrième et dernier âge de l'humanité, où les grandes idées et les valeurs nobles se sont effondrées et où l'humanité s'achemine vers la dissolution complète des actions justes, de la morale et de la vertu.

### Les générations les plus anciennes

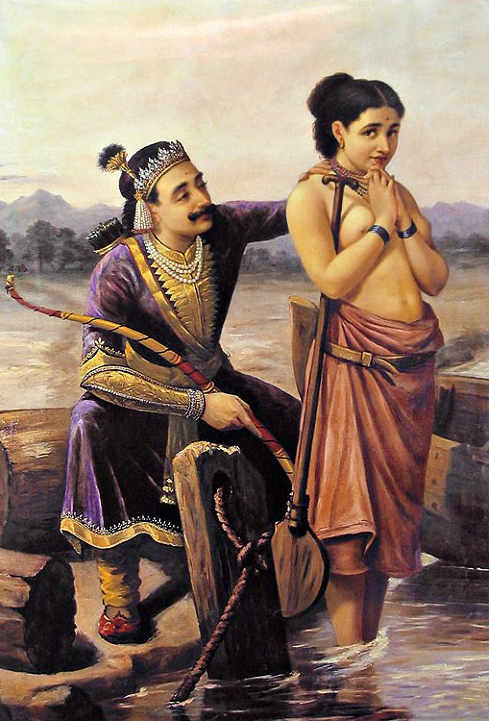
Shantanu fait sa cour à Satyavati la pêcheuse. Tableau de Raja Ravi Varma, 1890.

L'ancêtre du roi Janamejaya, Shantanu, roi de Hastinapura, a une brève liaison avec Ganga, la déesse-fleuve du Gange, qui lui donne un fils, Devavrata. Celui-ci devient le futur héritier (il prend plus tard le nom de Bhishma et devient un grand guerrier). Bien des années après, le roi Shantanu est à la chasse lorsqu'il voit Satyavati, la fille du chef des pêcheurs, et il lui demande sa main. Le père refuse de consentir à moins que Shantanu ne promette de transmettre le trône au futur fils que pourrait avoir Satyavati. Pour résoudre le dilemme auquel se trouve alors confronté Shantanu, Devavrata accepte de renoncer à sa prétention légitime au trône. Comme le pêcheur n'est pas sûr que d'éventuels enfants de Devavrata acceptent aussi ce renoncement, Devavrata jure de rester célibataire toute sa vie afin d'aider à honorer la promesse de son père.
Satyavati donne à Shantanu deux fils : Chitrangada et Vichitravirya. À la mort de Shantanu, Chitrangada devient roi. Il règne paisiblement quelques années, puis meurt. Le fils cadet, Vichitravirya, règne alors sur Hastinapura. Pendant ce temps, le roi de Kāśī célèbre un svayamvara pour ses trois filles (un svayamvara est alors une cérémonie au cours de laquelle une jeune princesse choisit un mari parmi les prétendants présents). Mais il néglige d'inviter la famille royale de Hastinapura. Afin d'assurer le mariage de Vichitravirya, Bhishma assiste au svayamvara sans y avoir été invité et enlève les trois princesses, Amba, Ambika et Ambalika. Ambika et Ambalika acceptent d'épouser Vichitravirya. En revanche, l'aînée des princesses, Amba, indique à Bhishma qu'elle veut épouser le roi de Shalva, que Bhishma a vaincu lors de la cérémonie. Bhishma accepte de la laisser repartir, mais le roi de Shalva refuse d'épouser Amba, car il est toujours en colère après sa défaite face à Bhishma. Amba propose alors à Bhishma de l'épouser, mais il refuse à cause de son vœu de célibat. Amba entre alors dans une terrible colère et devient l'ennemie jurée de Bhishma, qu'elle tient pour responsable de son humiliation. Par la suite, elle se réincarne dans le corps d'un homme et renaît sous le nom de Shikhandi (ou Shikhandini). Pendant la bataille de Kurukshetra, c'est elle qui causera la perte de Bhishma, avec l'aide d'Arjuna.

### Les Pandava et les Kaurava
Vichitravirya meurt jeune sans avoir encore d'héritier. Satyavati demande alors au sage Vyāsa, d'engendrer des fils avec les deux veuves. L'aînée, Ambika, ferme les yeux en voyant Vyāsa, et elle donne naissance à un fils, Dhritarashtra, qui est aveugle de naissance. Ambalika, elle, pâlit et faiblit en voyant Vyāsa : le fils dont elle accouche, Pandu, sera pâle (Pandu d'ailleurs signifie le Pâle) et de santé fragile. Devant l'état délicat de ces deux premiers fils, Satyavati demande à Vyāsa de tenter un troisième essai. Mais cette fois, Ambika et Ambalika envoient à leur place une servante, qui donne à Vyāsa un fils, Vidura. Il se révèle de santé robuste et surtout d'une immense sagesse, mais il est le fils d'une servante et donc sera toujours subordonné à ses frères. Il devient néanmoins le premier ministre et conseiller (Mahamantri ou Mahatma) des rois Dhritarashtra et Pandu.
Les jeunes princes grandissent. Dhritarashtra est sur le point d'être couronné lorsque Vidura intervient et, puisant dans sa connaissance de la politique, indique qu'un aveugle ne peut être roi, car un roi aveugle ne peut ni contrôler ni protéger ses sujets. La cécité de Dhritarashtra fait donc que le trône revient à Pandu. Pandu prend deux épouses : Kunti et Madri. Dhritarashtra épouse Gandhari, princesse du Gandhara, qui décide de se bander les yeux pour le reste de sa vie afin de partager la souffrance de son mari. Le frère de Gandhari, Shakuni, en est scandalisé et jure de se venger de la famille des Kuru. Un jour, alors que Pandu se repose dans une forêt, il surprend un cerf qui s'accouple. Il abat le cerf mais il se trouve que l'animal est en fait un sage s'étant métamorphosé, Kindama, qui lui lance une malédiction : De même que lui-même périt sans avoir eu le temps de jouir durant l'amour, de même Pandu mourra avant d'avoir pu consommer entièrement son prochain rapport sexuel. Pandu abdique alors et se retire dans la forêt en compagnie de ses deux épouses, et son frère Dhritarashtra devient roi malgré sa cécité.
Cependant, Kunti, la première épouse de Pandu, s'est fait accorder un vœu par le sage Durvasa : un mantra (une formule de prière) qui lui permet d'évoquer n'importe quel dieu. À la demande de Pandu, désireux d'avoir des fils pour s'assurer un bon au-delà, Kunti utilise ce mantra pour demander à trois divinités, Dharma (le dieu de l'ordre universel), Vayu (le dieu du vent) et Indra (seigneur du ciel et de la foudre) de lui donner des fils. Ces trois dieux lui donnent alors trois fils : Yudhishthira, Bhima et Arjuna. Kunti partage ensuite son mantra avec la seconde épouse de Pandu, Madri, qui invoque ainsi deux dieux jumeaux, les Ashvins : elle en a deux fils jumeaux, Nakula et Sahadeva. Un peu plus tard, Pandu et Madri finissent par faire l'amour et Pandu succombe. De remords, Madri meurt sur le bûcher funèbre de son mari. Kunti élève les cinq frères, qui sont dès lors appelés généralement les cinq Pandava, signifiant « fils de Pandu ».
De son côté, Dhritarashtra, le roi aveugle de Hastinapura, a donc épousé Gandhari. Elle lui donne cent fils. Ce sont les cent frères Kaurava, dont l'aîné est Duryodhana et le cadet Dushasana. Deux autres Kaurava connus sont Vikarna et Sukarna. Mais les cent frères Kaurava sont tous nés après la naissance de Yudhisthira, le premier Pandava. Pour cette raison (entre autres), les deux fratries, Pandava et Kaurava, revendiquent chacune le trône de Hastinapura, et c'est cette rivalité qui monte en puissance peu à peu et va déboucher sur la bataille de Kurukshetra.

### Lakshagraha (la maison de laque)
Après la mort de Pandu et de Madri, Kunti et les cinq Pandava retournent vivre au palais de Hastinapura. Sous la pression considérable de son royaume, Dhritarashtra nomme Yudhishthira prince héritier. Cependant Dhritarashtra préfère son propre fils, Duryodhana, pour la succession, et cette ambition personnelle l'empêche de rester juste par la suite.
Shakuni, Duryodhana et Dushasana trament une ruse pour massacrer les Pandava. Shakuni fait appel à un architecte, Purochana, pour construire un palais composé uniquement de matériaux très inflammables, dont la laque et le ghi (beurre clarifié). Il fait ensuite présent de ce palais aux Pandava et à Kunti qui y emménagent, et a l'intention de l'incendier bientôt. Mais les Pandava sont prévenus par leur oncle avisé, Vidura, qui leur envoie un mineur pour creuser un tunnel d'évacuation. Lorsque l'incendie criminel se déclenche, les Pandava et Kunti peuvent ainsi s'échapper. À Hastinapura, tout le monde croit qu'ils ont péri.

### Mariage des Pandava avec Draupadi

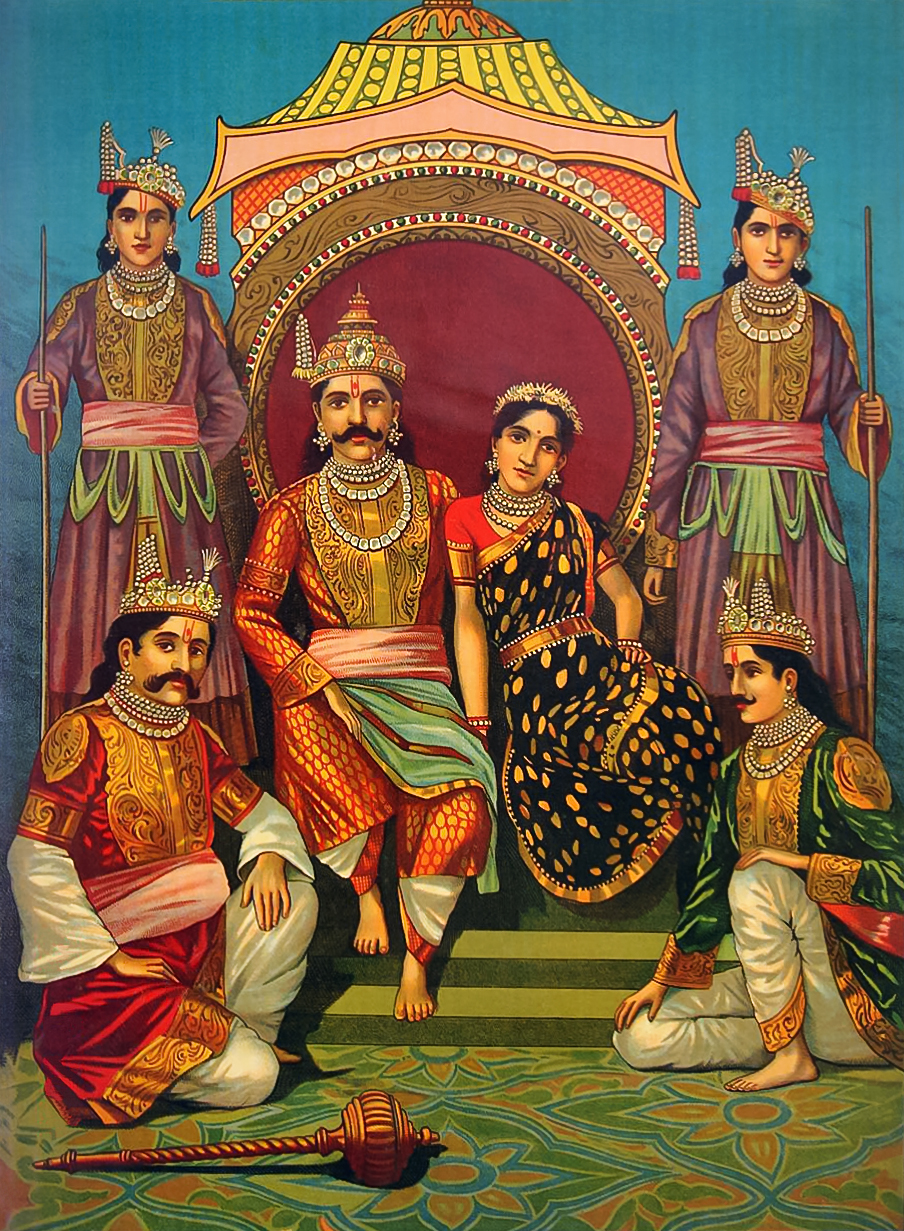
Draupadi et ses époux, les cinq Pandava. Au centre, Yudhishthira avec Draupadi. En bas : Bhima à gauche, Arjuna à droite. Debout sur les côtés, les jumeaux Nakula et Sahadeva. Tableau de Raja Ravi Varma, vers 1900.

Pendant cette période durant laquelle ils doivent se cacher des Kaurava, les Pandava apprennent qu'un svayamvara a lieu afin de trouver un époux à Draupadi, la princesse du royaume de Pāñcāla. Les Pandava, déguisés en brahmanes, participent à la compétition. L'épreuve que les prétendants doivent réussir consiste à bander un puissant arc en acier, puis à tirer une flèche pour atteindre une cible suspendue au plafond (un poisson artificiel qui se déplace constamment), mais le tireur n'a pas le droit de regarder directement la cible : il peut seulement en regarder le reflet dans de l'huile disposée au-dessous. La majorité des princes échouent, beaucoup n'étant même pas capables de soulever l'arc. Mais Arjuna réussit. De retour chez eux, les Pandava disent à Kunti : « Arjuna a remporté un concours, regarde donc ce qu'il a gagné ! » Sans détourner les yeux de ce qu'elle fait, Kunti leur demande de partager entre eux ce qu'Arjuna a gagné, quoi que ce soit. Cette parole, à laquelle s'ajoute l'explication sur une vie antérieure de Draupadi, fait qu'elle devient l'épouse commune des cinq frères Pandava.

### Indraprastha
Après la noce, les Pandava, forts de leur alliance avec le royaume de Pāñcāla grâce à Draupadi, se trouvent de nouveau en position de réclamer leur part du royaume. Ils sont de nouveau invités à Hastināpura. Les aînés et parents de la famille des Kuru entament des négociations et parviennent à un partage du royaume : les Pandava obtiennent un petit territoire. Yudhishthira bâtit une nouvelle capitale pour son royaume : Indraprastha, qui prospère rapidement. Mais ni les Pandava ni les Kaurava ne sont réellement satisfaits par cet arrangement.
Peu après, Arjuna quitte le royaume et épouse la sœur de Krishna, Subhadra. Yudhishthira, soucieux de consolider sa stature en tant que roi, demande conseil à Krishna. Après tous les préparatifs nécessaires et l'élimination de quelques opposants, Yudhishthira accomplit la cérémonie du rājasūya yajña, grâce à laquelle il est reconnu comme un roi particulièrement éminent.
Les Pandava se font construire un nouveau palais par Maya, un Danava (fils de Danu). Ils invitent leurs cousins Kaurava à Indraprastha et font visiter ce palais à Duryodhana, qui y est trompé par des illusions d'optique. Il prend d'abord un sol de verre pour une flaque d'eau et refuse de marcher dedans. Détrompé, il se trouve peu après devant une étendue d'eau, y met le pied imprudemment et tombe. Draupadi éclate de rire et le ridiculise en attribuant cette maladresse au fait que Duryodhana est le fils d'un roi aveugle. Outragé et intérieurement furieux, Duryodhana jure de se venger de cette humiliation.

### La partie de dés

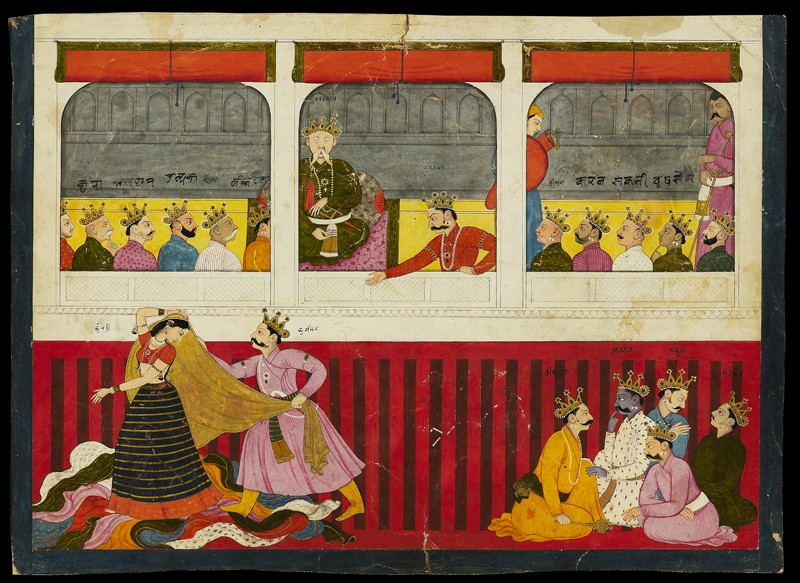
Draupadi humiliée par les Kaurava après la première partie de dés. Miniature de l'école Basohli attribuée à Nainsukh, vers 1765.

Shakuni, l'oncle de Duryodhana, organise alors une partie de dés contre le roi Yudhishthira, qui est joueur. Shakuni amène Yudhishthira à miser toujours plus de richesses à chaque coup, mais il joue avec un dé pipé de façon à gagner à tous les coups. Yudhishthira perd ainsi toute sa fortune, puis son royaume. Il finit par parier ses propres frères, lui-même et enfin son épouse, mais perd tout et tous sont réduits en esclavage. Les Kaurava jubilent. Ils insultent les Pandava impuissants et tentent de déshabiller Draupadi devant toute la cour, mais son honneur est préservé par Krishna, qui crée miraculeusement des longueurs infinies de tissu pour remplacer celles qui sont retirées aux vêtements de Draupadi.
Draupadi, en colère, demande si Yudhishthira avait réellement le droit de la jouer aux dés, mais personne n'ose répondre. Dhritarashtra, Bhishma et les autres anciens de la famille restent ébahis devant la tournure que prennent les choses. Duryodhana reste inflexible : il n'y a pas de place pour deux rois à Hastināpura. Cependant, des bruits de mauvais augure se font entendre. De mauvais gré, Dhritarashtra entreprend une conciliation : il libère Draupadi et lui demande de formuler un souhait. Elle demande aussitôt la libération de ses maris. Dhritarashtra ordonne alors une seconde partie de dés, dont l'enjeu ne sera plus la liberté ou l'esclavage des Pandava mais leur victoire ou bien un exil de douze ans, suivi d'une treizième année pendant laquelle ils devront rester cachés dans le royaume. S'ils sont découverts par les Kaurava pendant cette treizième année, ils seront contraints à douze autres années d'exil. Shakuni gagne une nouvelle fois : les Pandava sont exilés et Draupadi prend le parti de les suivre. Leur mère, Kunti, reste chez Vidura, le frère cadet de Dhritarashtra et l'oncle des Pandava et des Kaurava.

### Exil et retour
Les Pandava écoulent ainsi treize ans exilés puis cachés. De nombreuses aventures ont lieu pendant cette période. Les Pandava tissent également des alliances en vue d'un futur conflit contre les Kaurava. Ils passent leur treizième année à la cour de Virata sous des déguisements variés mais qui donnent souvent un indice de leur véritable identité : Yudhishthira est un brahmane devenu habile à jouer aux dés ; Bhima exerce les métiers de cuisinier, de boucher et de lutteur ; Nakula et Sahadeva s'occupent l'un des chevaux, l'autre des vaches ; Draupadi est une domestique de la reine ; quant à Arjuna, il est déguisé en femme sous le nom de Brihannala, porte les cheveux flottants et exerce la charge de danse et de chant d'Uttara, la fille de Virata.
Le dernier jour de la treizième année, le royaume de Virata est attaqué en deux endroits différents par les Trigarta et par les Kaurava. Le roi Virata emmène quatre des Pandava avec toute son armée contre les Trigarta, mais, pendant ce temps, les Kaurava attaquent sa capitale privée de tous ses défenseurs et où il ne reste plus qu'Uttara et Arjuna déguisé. Arjuna affronte alors l'armée des Kaurava et la met en fuite. À la fin du combat, il doit révéler son identité, mais la treizième année vient juste de se terminer dans l'intervalle. Les Pandava sont ainsi découverts par les Kaurava juste après la fin de la treizième année.
Une fois l'exil terminé, les Pandava tentent de négocier leur retour à Indraprastha. Non seulement la négociation échoue, mais Duryodhana affirme que les Pandava ont été découverts pendant leur treizième année d'exil et qu'aucune restitution de leur royaume n'avait été négociée treize ans plus tôt. La guerre entre Pandava et Kaurava devient inévitable.

### La bataille de Kurukshetra

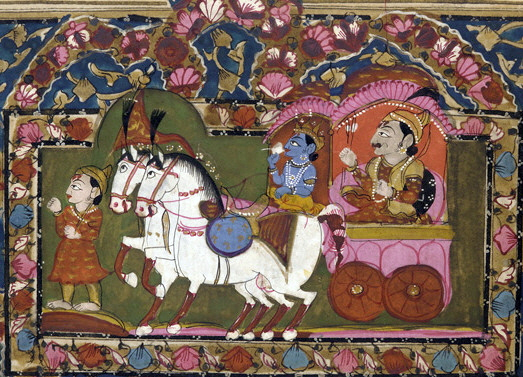
Krishna et Arjuna sur leur char pendant la bataille de Kurukshetra. Illustration peinte des, Inde.

Les deux camps rassemblent de vastes armées et se placent en ordre de bataille à Kurukshetra. Les alliés des Pandava sont les royaumes de Panchala, Dvaraka, Kashi, Kekaya, Magadha, Matsya, Chedi, Pandyas, Telinga, ainsi que les Yadus de Mathura et quelques autres clans comme les Parama Kambojas. De leur côté, les Kaurava comptent parmi leurs alliés les rois de Pragjyotisha, Anga, Kekaya, Sindhudesha (y compris Sindhus, Sauviras et Sivis), Mahishmati, Avanti (au Madhyadesha), Madra, Gandhara, le peuple des Bahlika, Kambojas et de nombreux autres. Avant la déclaration de guerre, Balarama exprime son mécontentement devant cette situation et part en pèlerinage, de sorte qu'il ne prend pas part à la bataille elle-même. Krishna y assiste mais sans combattre, en tant que cocher d'Arjuna.
Avant la bataille, Arjuna contemple l'armée ennemie, où il reconnaît de nombreux parents et personnes qui lui sont chères, comme son grand-père Bhishma ou son maître Drona. Pris de doutes à l'idée d'une telle bataille, il ne parvient pas à lever son puissant arc divin, Gandiva (Gāṇḍīva). Krishna lui rappelle alors son devoir dans le long dialogue qui forme la Bhagavad-Gita.
Au début de la bataille, les deux camps s'en tiennent aux valeurs chevaleresques de la guerre. Mais au fil des jours, les deux camps ont recours à des procédés de plus en plus discutables. À la fin de la bataille, seuls les Pandava, Satyaki, Kripa, Ashvatthama, Kritavarma, Yuyutsu et Krishna sont encore en vie.

### La fin des Pandava
Devant le carnage, Gandhari, qui a perdu tous ses fils, maudit Krishna et lui souhaite de voir à son tour sa famille annihilée, car, bien qu'il soit de nature divine et capable d'arrêter la guerre, il n'en a rien fait. Krishna accepte la malédiction, qui se réalise trente-six ans plus tard.
Dans l'intervalle, les Pandava ont régné sur leur royaume sans difficulté. Après ces trente-six années, ils décident de renoncer à tout. Vêtus de peaux et de haillons, ils partent pour l'Himalaya et montent au ciel dans leur forme corporelle. Un chien égaré monte avec eux. Un par un, les frères, ainsi que Draupadi, trébuchent et échouent dans cette montée au ciel. À mesure que chacun trébuche, Yudhishthira explique aux autres la raison de sa chute (Draupadi a davantage aimé Arjuna que ses autres époux, Nakula et Sahadeva étaient vains et prêtaient trop d'attention à leur apparence, Bhima et Arjuna éprouvaient de l'orgueil en raison respectivement de leurs talents de guerrier et de leurs talents d'archer). Restent seuls Yudhishthira le sage, qui avait tout tenté pour éviter le massacre, et le chien. Le chien révèle alors être le dieu Yama (ou Yama Dharmaraja) et il emmène Yudhishthira dans le monde souterrain pour lui faire voir ses frères et leur femme. Yama explique la nature de l'épreuve, puis emmène à nouveau Yudhishthira au ciel et lui explique qu'il devait l'emmener dans le monde souterrain car tout roi doit voir le monde souterrain au moins une fois. Yama indique ensuite à Yudhishthira que ses frères et leur femme rejoindront à leur tour le ciel après un séjour dans le monde souterrain, la durée de ce séjour variant selon leurs vices.
Le petit-fils d'Arjuna, Parikshit, règne après eux et meurt piqué par un serpent. Son fils furieux, Janamejaya, décide d'organiser un sacrifice de serpents (sarpasattra) au cours duquel il a l'intention de faire périr l'ensemble des serpents du monde. C'est pendant ce sacrifice que l'histoire de ses ancêtres, les Bharata, lui est relatée.
Le Mahabharata indique que Karna, les Pandava et les fils de Dhritarashtra finirent par achever leur ascension vers le svarga et « atteignirent l'état de divinités » puis se réunirent, « sereins et libérés de toute colère ».

## Exégèses et débats
C'est un Suisse, le colonel Antoine-Louis Polier, qui, à la fin du XVIIIe siècle, fit connaître pour la première fois l'épopée au monde occidental,. Georges Dumézil consacre la première partie de Mythe et épopée à l'étude du Mahabharata analysé à la lumière des trois fonctions indo-européennes. Ayant reconnu, derrière les cinq Pandavas, les figures de dieux fonctionnels issus de théologies védiques ou même antérieures, il étend cette recherche de correspondance héros / dieux à d'autres personnages du roman, étayant l'hypothèse d'une origine mythologique de l'épopée. Outre son intérêt du point de vue de la recherche indo-européenne ou du comparatisme, l'étude de Georges Dumézil propose une approche analytique qui permet au lecteur occidental de pénétrer une œuvre difficile d'accès, notamment par son étendue.
Georges Dumézil et Mircea Eliade ont relevé des analogies entre le Mahabharata et l'Iliade, entre le Ramayana et l'Odyssée, entre le couple Rāma-Sītā et le couple Zeus-Héra, entre Shiva et Poséidon tous deux porteurs du trident, et même entre les figures du Mahabharata et les dieux du panthéon nordique (dont la mythologie s'articule autour d'une autre eschatologie : le Ragnarök). Toutefois, s'il est possible que les mêmes « mythes indo-européens » puissent être à l'origine de ces figures, la question demeure complexe et discutée.
Bien que l'Odyssée ait été rédigée avant le Mahâbhârata rien ne peut indiquer si une œuvre fut postérieure à l'autre puisque chacune remonte à des sources orales plus anciennes. Les nombreuses similitudes soulignées par plusieurs auteurs comme Georges Dumézil ou même N. J. Allen semblent démontrer une source commune.

« Je suggère que les ressemblances entre elles [les épopées de l'Odyssée et du Mahâbhârata] sont si nombreuses et si précises que, en dépit des différences, les deux peuvent être considérées comme racontant la même histoire. »

Les rapprochements les plus évidents peuvent être lus ainsi :
- Les deux guerres que narrent les épopées, semblent pouvoir être divisées en cinq phases. Celles du Mahâbhârata sont repérables aux périodes d'affrontement dirigées par un chef Kaurava différent : Bhisma, Drona, Karna, Salya et Asvatthama. Pour l'Odyssée, reprenant d'autres sources qu'Homère, Allen décompte encore quatre chefs troyens (Hector, Penthésilée, Memnon et Eurypyle) et une dernière phase. Cette dernière phase est similaire dans les deux épopées puisqu'il s'agit d'un massacre nocturne, celui du cheval de Troie et le massacre des Pandava par les Kaurava. Il démontre également que ces mêmes chefs suivent des schémas identiques : Drona et Hector suscitent de vives émotions par leur mort chez leurs adversaires ; les morts de Drona et Penthésilée suscitent le regret de leur adversaire et provoquent une querelle ; les chefs de la phase trois (qui sont d'origine solaire) sont observés par les forces surnaturelles ; Salya et Eurypyle sont peu attachés à leur camp.
- Arjuna et Ulysse sont deux héros comparables qui semblent découler d'un même modèle héroïque. Tous les deux sont, bien sûr, de puissants guerriers, mais surtout ils vont tous deux partir en exil et rencontrer plusieurs femmes différentes qui répondent aux mêmes critères. La première est liée à la magie (Ulupie et Circé) et entraîne le héros dans les mondes inférieurs. La seconde femme (Citrangada et Calypso) est précédée par un épisode impliquant du bétail et va donner naissance à un fils qui s'engagera dans un duel à mort face à son père. La troisième femme est liée au monde aquatique. Vargâ est une ancienne nymphe transformée en crocodile avec ses compagnes après avoir charmé un brahmane par ses chants ; et Ulysse affronte des sirènes également chanteuses. La quatrième femme (Subhadra et Nausicaa) est liée à une catastrophe naturelle : le pays de Dvaraka est englouti et Schérie est bloqué par le dieu de la mer, Poséidon.
- Pénélope et Draupadi sont les épouses principales du héros et répondent encore à un modèle féminin comparable[22]. Arjuna et Ulysse, leurs époux, ont tous deux à se déguiser et à mendier. Ils vivent humblement et sont crus morts par la société sauf par des proches. Pour épouser leur femme, ils doivent participer à un concours de tir à l'arc sous l'égide des dieux. Seul le héros, dans les deux cas bande l'arc, ce qui implique un élément musical. Ils doivent ensuite prouver chacun leur identité. Leur épouse dite « principale », donne au héros un fils lié à la notion de totalité, Pénélope engendre Pan et Draupadi a cinq fils qui sont les incarnations des Visvedeva « tous-les-dieux ». Allen met en avant un dernier élément intéressant : si le sari de Draupadi se régénère, Pénélope quant à elle tisse et défait son linceul jour et nuit.

## Influence et postérité dans les arts
Le Mahabharata est une source d'inspiration inépuisable pour l'art du spectacle indien, le théâtre et le cinéma en particulier.

### Théâtre indonésien

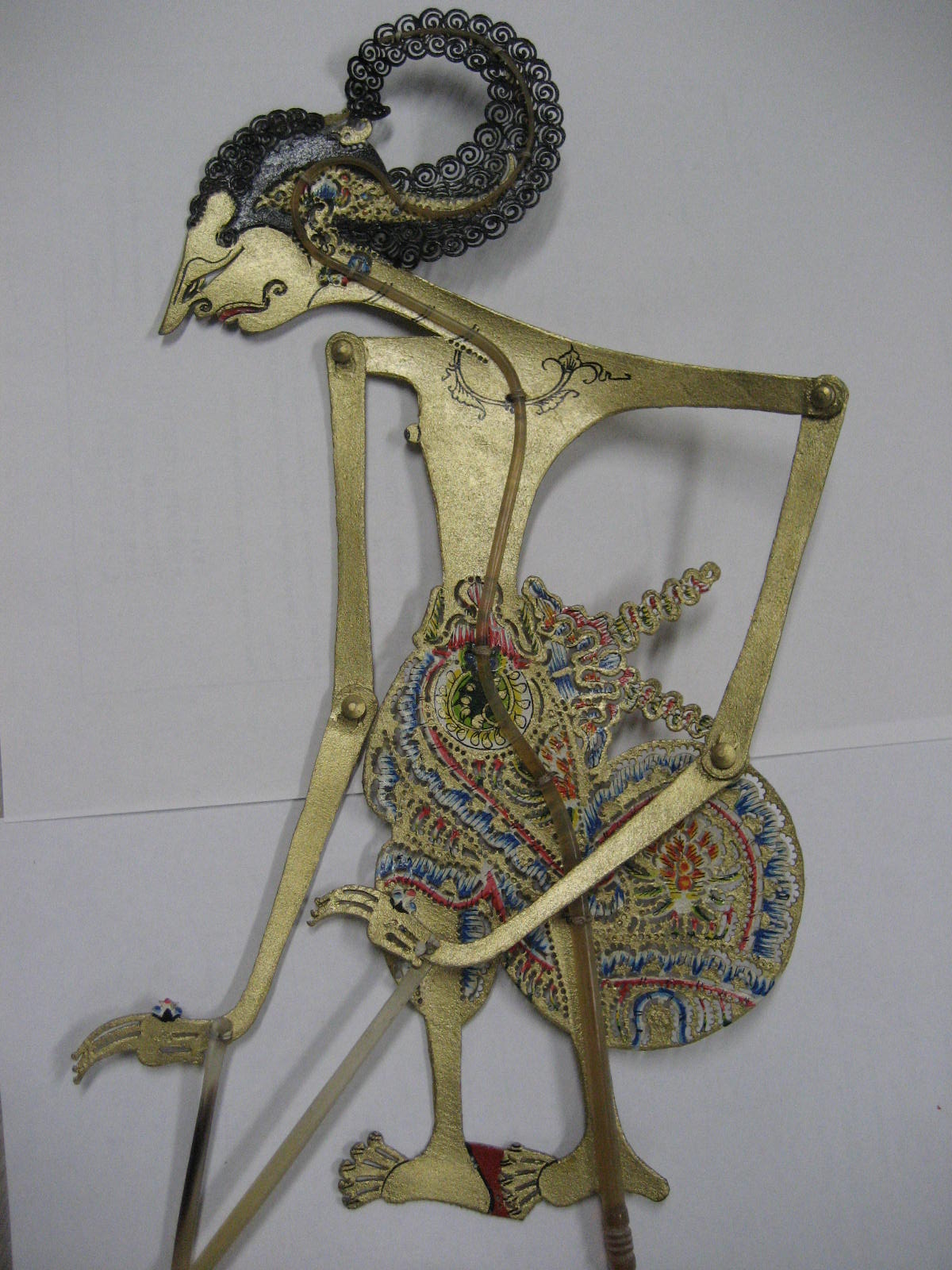
Arjuna, le troisième des frères Pandava, dans le wayang (théâtre d'ombres) javanais

Le Mahabharata a également exercé une influence importante sur le théâtre traditionnel en Indonésie, dans les îles de Java et Bali. Sa traduction en javanais date du règne de Dharmawangsa (règne 991 - 1016), dont le royaume était situé à Java oriental.

### Littérature
La traduction par Nannaya Bhattaraka (XIe siècle) de la Mahabharata, l’Andhra mahabharatam, est l'un des premiers poèmes composés en langue télougou. Ce poème, composé dans le style tchampou, est célèbre pour la délicatesse de son expression.
Le poète indien Dharamvir Bharati recourt à un sujet emprunté au Mahabharata pour sa tragédie en vers Andha Yug (L'Ère aveugle), publiée en 1954. Il y décrit le dernier jour de la guerre entre Pandava et Kaurava et l'emploie comme un moyen d'évoquer les atrocités survenues pendant la partition de l'Inde en 1947.
L'histoire du roi Yayati, qui figure dans l'épopée, fait l'objet d'adaptations en roman par Vishnu Sakharam Khandekar en 1960 et au théâtre par Girish Karnad en 1961.
En 1984, l'écrivain M. T. Vasudevan Nair publie en malayalam Randamoozham, roman qui relate l'épopée du point de vue de Bhima, l'un des Pandava.
En 2008, l'écrivaine indienne Chitra Banerjee Divakaruni publie Le Palais des illusions, qui relate l'histoire du Mahabharata du point de vue de Draupadi et met en avant les aspects patriarcaux de la société dépeinte par l'épopée.

### Bande dessinée
Le Mahabharata fait l'objet d'une adaptation (en anglais) en bande dessinée dans les années 1980. Intitulée, Mahabharata, dessinée par Dilip Kadam et scénarisée par une équipe d'une dizaine de scénaristes, l'œuvre est publiée entre 1985 et 1989 en 42 épisodes pour un total de 1300 p. par « Amar Chitra Katha » (Histoires immortelles illustrées), une maison d'édition indienne spécialisée dans la publication d'adaptations de mythes, de légendes et de classiques de la littérature indienne et mondiale.
En 2019, une nouvelle scénarisation (440 p.) est réalisée par Jean-Marie Michaud, sur la base de l'adaptation de Jean-Claude Carrière. Ce roman graphique est publié par les éditions Hozhoni.

### Cinéma et télévision
Le Mahabharata a fait l'objet de nombreuses adaptations à l'écran, principalement en Inde mais aussi hors d'Inde.
Les adaptations globales en prises de vue réelles condensent toutes nécessairement la matière de l'épopée. Parmi les plus anciennes, Bhakta Vidur, film muet hindi réalisé par Kanjibhai Rathod et sorti en 1921, qui est le premier film à être censuré en Inde en raison de ses allusions politiques à Gandhi. En 1965, Mahabharat, film hindi réalisé par Babubhai Mistry, est une production à gros budget qui retrace les grandes étapes de l'épopée (le même réalisateur avait adapté le Ramayana en 1961 avec Sampoorna Ramayan).
Plusieurs films se concentrent sur des épisodes de l'épopée en particulier ou sur le parcours d'un ou deux personnages. L'histoire de Keechaka est adaptée en 1918 avec Keechaka Vadham, film muet tamoul réalisé par R. Nataraja Mudaliar. L'épisode de la partie de dés et de l'humiliation infligée à Draupadi fait l'objet de plusieurs adaptations au cinéma avec par exemple Draupadi Vastrapaharanam, film tamoul réalisé par R. Padmanaban, en 1934, et Draupadi Vastrapaharanam, film télougou réalisé par Hanumappa Vishwanath Babu en 1936. L'histoire de la princesse Savitri et de son mari le prince Satyavan fait l'objet du film télougou Savitri de C. Pullaiah en 1933. Le livre de la Bhagavad Gita est aussi adapté au cinéma avec Bhagavad Gita de G. V. Iyer en 1993. Le personnage de Karna se voit consacrer plusieurs films avec Karnan (film tamoul réalisé par B. R. Panthulu) en 1964 et Daana Veera Soora Karna (film télougou réalisé par N. T. Rama Rao) en 1977. Le personnage de Ghathotkacha fait l'objet d'un film comique télougou, Ghatotkachudu, réalisé par K. Atchi Reddy en 1995.
Plusieurs films d'animation indiens adaptent tout ou partie du Mahabharata. En 2000, Pandavas: The Five Warriors, film d'animation en images de synthèse réalisé par Usha Ganesarajah, adapte les grandes lignes de l'épopée. En 2012, Arjun, le prince guerrier, dessin animé réalisé par Arnab Chaudhuri et coproduit par UTV Pictures et Walt Disney Company India, relate l'enfance et la formation d'Arjuna pendant les débuts du conflit entre Pandava et Kaurava. Fin 2013, Mahabharat, film d'animation en images de synthèse réalisé par Amaan Khan et produit par Pen India Pvt. Ltd, retrace les grandes étapes de l'épopée.

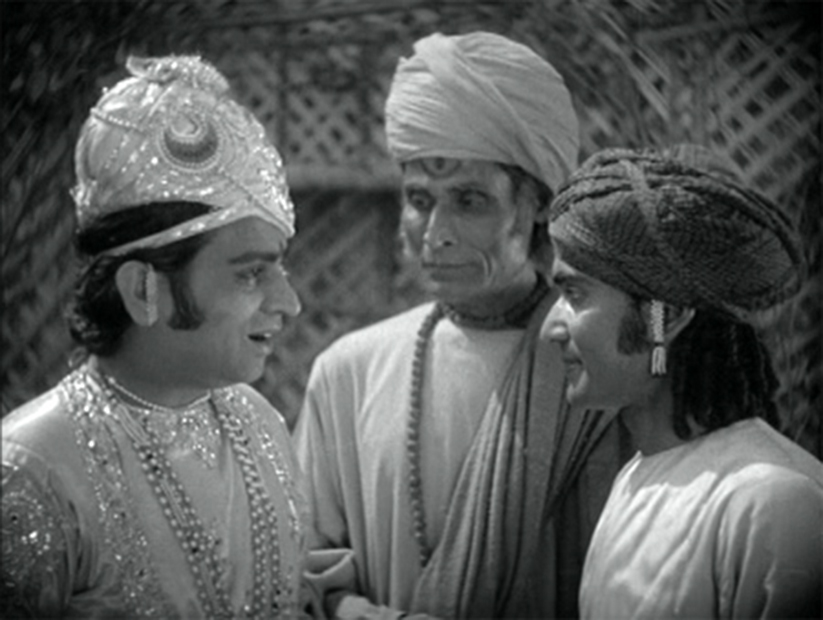
Une scène du film A Throw of Dice de Franz Osten (1929).

L'épopée est également adaptée au cinéma en Europe. En 1929, le réalisateur allemand Franz Osten s'inspire de l'épisode de la partie de dés avec A Throw of Dice, une coproduction allemande, britannique et indienne. En 1989, le réalisateur britannique Peter Brook, travaillant avec le scénariste et romancier français Jean-Claude Carrière, élabore une adaptation au théâtre qu'il adapte elle-même par la suite en film et en téléfilm : Le Mahabharata.
Le Mahabharata a aussi été adapté pour la télévision à plusieurs reprises sous forme de téléfilms ou de séries mythologiques. L'épopée a ainsi donné lieu à plusieurs séries télévisées. Une série hindi Mahabharat, en 94 épisodes, réalisée par Ravi Chopra, est diffusée entre 1988 et 1990 sur la chaîne DD National. Entre juillet et novembre 2008, Kahaani Hamaaray Mahaabhaarat Ki, produite par Balaji Telefilms, entreprend également d'adapter l'épopée et s'arrête après 75 épisodes. En 2013-2014, la série Mahabharat, produite par Swastik Pictures, propose à son tour une adaptation des grandes lignes de l'épopée, diffusée sur la chaîne Star Plus. Également lancée en 2013, la série tamoule Mahabharatham, réalisée par Suresh Krissna et produite par Cinevistaas Limited, est diffusée sur la chaîne Sun TV.

### Série Web
Le Mahabharata est également la base de la websérie d'animation 18 days développée par les studios Graphic India et Grant Morrisson. Cette web série présente ainsi le Mahabharata dans un genre de science fiction mythologique. Elle est diffusée sur Youtube.

### Éditions
- The Mahabharata, édité par Kinjawadekar, Poona, Chitrashala Press, 1929-1936 (réimpression par Oriental Book Reprint Corporation, New Delhi, 1979).
- The Mahabharata, édition critique, Poona, Bhandarkar Oriental Research Institute, 1933-1972.

### Traductions françaises (toutes partielles)
- Le Mahabharata (pièce de théâtre) par Peter Brook d'après une adaptation de Jean-Claude Carrière, Festival d'Avignon, 1985, durée 9h
- Le Mahâbhârata, version abrégée, traduite du sanskrit par Jean-Michel Péterfalvi, introduction et commentaire par Madeleine Biardeau, Paris, GF-Flammarion, 2 volumes, 1985-86, 765 p.
- Le Mahabharata, textes traduits du sanskrit et annotés par G. Schaufelberger et Guy Vincent, Editions Orizons, 2004-2018, 7 tomes[13].
- Le Mahâbhârata, conté selon la tradition orale, traduit du sanskrit par Serge Demetrian, coll. « Spiritualités vivantes », Albin Michel, 2006, 569 p.
- Mahabharata : les Semailles des Kurus, textes traduits du sanskrit et annotés par J.-C. Pivin, L'Harmattan, coll. « Recherches asiatiques », 2013[27], 698 p.
- Le Mahabharata, adaptation par Jean-Claude Carrière, Pocket, 2010 [1989], 320 p.
- Le Mahâbhârata, Bande dessinée par Jean-Claude Carrière & Jean-Marie Michaud, éditions Hozhoni, 2019, 450 p.,  (ISBN 978-2-37241-049-6)

### Études
- Madeleine Biardeau, « Mahābhārata. Le mythe principal », dans Yves Bonnefoy (dir.), Dictionnaire des mythologies et des religions des sociétés traditionnelles et du monde antique, Paris, Flammarion, 1981.
- Madeleine Biardeau, Thierry Marchaisse (dir.), Le Mahabharata, un récit fondateur du brahmanisme et son interprétation, Paris, Éditions du Seuil, 2002, (ISBN 202050894X) 2064 p.. [Cette édition « propose (...) une réécriture rigoureuse et condensée, doublée d'une interprétation globale qui accompagne pas à pas le lecteur dans les méandres du texte » (4e de couverture)]
- Guillaume Ducœur, Anthologie de proverbes sanskrits tirés des épopées indiennes, Paris, 2004 (sur la littérature gnomique et didactique du Mahabharata).
- Georges Dumézil, Mythe et épopée I, L’idéologie des trois fonctions dans les épopées des peuples indo-européens, Gallimard, 1968.
- Dominique Wohlschlag, Clés pour le Mahabharata, 2015, éd. INFOLIO,  (ISBN 978-2884743518).
- Vasundhara Filliozat : "La mythologie hindoue" - T1 : Visnu, p.187 & suiv., 2014, Éd, AGAMAT,  (ISBN 978-2911166334).